# Лысовка (Донецкая область)
Лы́совка (укр. Лисівка) — село на Украине, находится в Покровском районе Донецкой области.
Код КОАТУУ — 1422782801. Население 2024 года составляет менее 100 человек. Телефонный код — 623.
В Лысовке находится Свято-Ильинский храм Покровского благочиния Донецкой епархии Украинской православной церкви Московского патриархата.
Сельскому совету подчинены села: Даченское, Зелёное, Гнатовка, Новопавловка, Новоукраинка, Новый Труд, Рог, Сухой Яр, Чунышино.

## История
В советское время в селе действовал колхоз имени XXII партсъезда (до 1961 года — «Червона хвиля») Красноармейского района. В этом колхозе трудились Герои Социалистического Труда председатель колхоза Иван Романович Плахотин, звеньевые Лидия Петровна Белозуб и Екатерина Акимовна Звагольская.